# Vicente Cerna Sandoval
Vicente Cerna Sandoval (ur. 1815 w Jalapa, zm. 28 lipca 1885 w Gwatemali) - konserwatywny prezydent Gwatemali od 24 maja 1865 do 29 czerwca 1871. Kres jego autorytarnym rządom położył zamach stanu dowodzony przez liberalnego generała Justo Rufino Barriosa, późniejszego prezydenta.